# Коловодник чорний
Коловодник чорний , щоголь (Tringa erythropus) − прибережний птах ряду сивкоподібні (Charadriiformes). Один з 10-и видів роду; один з 6-х видів у фауні України.

## Опис

### Морфологічні ознаки

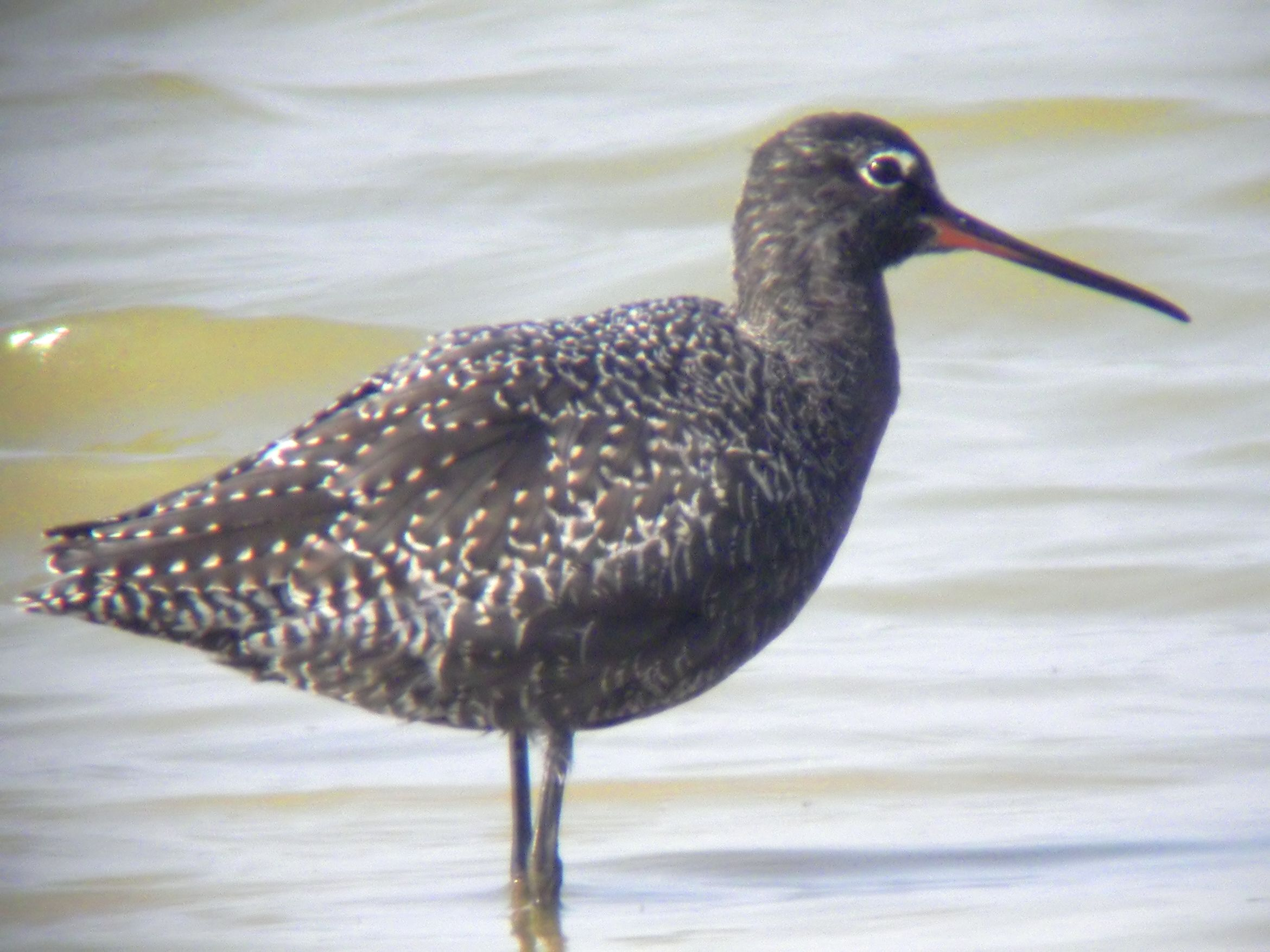
У шлюбному вбранні

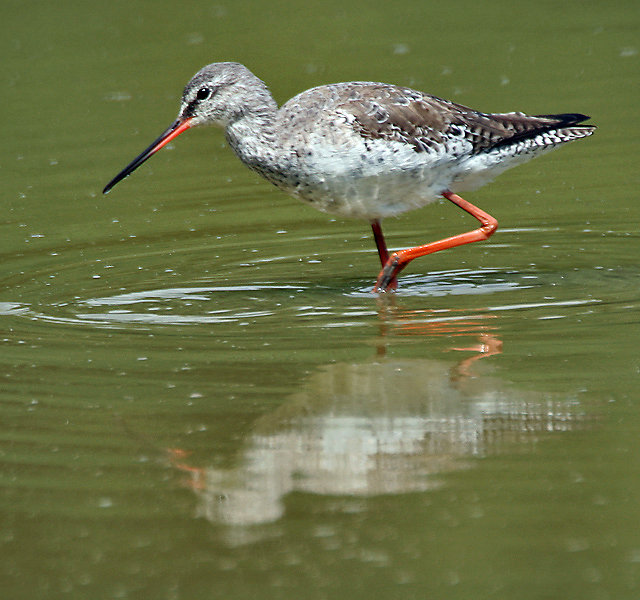
У зимовому вбранні

Маса тіла 110–180 г. Довжина тіла 29-32 см. Розмах крил 48-52 см. Дорослий птах у шлюбному вбранні майже цілком чорний, з білими цятками на крилах і спині; поперек і більша частина покривних пер споду крил білі; першорядні махові пера темно-бурі, другорядні — бурі, з білими цятками; хвіст білий, з густими темно-бурими поперечними смугами; дзьоб чорний, основа нижньої щелепи червона; ноги темно-червоні до чорного, у польоті виступають за хвостом. У позашлюбному вбранні зверху сірий, з незначною темною строкатістю; вуздечка бура; низ білий, з сірим відтінком на волі; ноги червоні. Молодий птах зверху бурий, зі світлими рисками; тім'я і вуздечка чорно-бурі; низ білуватий, з густою бурою смугастістю; ноги жовтуваті.
Від звичайного коловодника відрізняється відсутністю білого «дзеркальця» на крилах та помітно довшим дзьобом, а в шлюбному вбранні — майже цілком чорним оперенням; у позашлюбному вбранні від інших коловодників — червоними ногами, а у шлюбному — чорними.

### Звуки
Токова пісня самця — голосна та виразна тріль «кррррр-крррр-кррюююІу-крююІу-крюІу-крюІу», що дещо нагадує другу частину токової післі сивки золотистої, тільки більш різка і швидка. Поклик — дзвінкий свист «тьюііт».

## Поширення та місця існування
Гніздиться у вузькій смузі північної Євразії в чагарникових і малоземельних тундрах, лісотундрі і тундроподібних болотах північної тайги Євразії від Скандинавського півострова до Чукотки.
Зимує в помірній, субтропічній і тропічній смузі Євразії й Африки.
На території України коловодник чорний трапляється на весняних і осінніх прольотах. Бродячі особини трапляються зрідка влітку.
Типові біотопи в гніздовий період — осоково-мохові болота на периферії великих озер, розріджені низькорослі верболози на берегах водойм, вологі соснові і модринові рідколісся. Під час перельоту зупиняються на перепочинок у лісовій зоні на луках біля відкритих берегів проток, що витікають із великих озер, у долинах невеликих річок. Взимку тримається на трав'янистих берегах прісноводних водойм, переважно дрібних, у тому числі на болотах, окраїнах заливних полів з мулистими берегами. На відміну від багатьох інших куликів, на морських узбережжях майже не трапляється.

## Чисельність
Чисельність в Європі оцінена в 19—42 тис. гніздових пар, спостерігається скорочення популяції; в період зимівлі — понад 1400 особин. Світову популяцію оцінюють в 110000-350000 особин

## Гніздування
Коловодник чорний вважається типовим моногамом, проте також відомі випадки поліандрії. На гніздові ділянки ці птахи прибувають поодинці, парами або невеликими зграями. Останні іноді становлять змішану групу, що складається з різних видів куликів, у тому числі коловодників великих, брижачів, грициків та кульонів. Шлюбна поведінка самців починає проявлятися ще на прольоті, однак досягає свого апогею лише на місцях. Вона виражається в глибокому хвилеподібному польоті, під час якого птахи видають гучну, досить різку, але в той же час не позбавлену мелодійності трель. Утворення пар також відбувається безпосередньо на гніздових ділянках. До появи на світ пташенят коловодники чорні поводяться потайно й обережно, пізніше за наближення людини стають більш збудженими, кивають головою, з криком злітають на якесь піднесення і нерідко вдаючи напад, підлітаючи до самого носа й ухиляючись в останню мить.

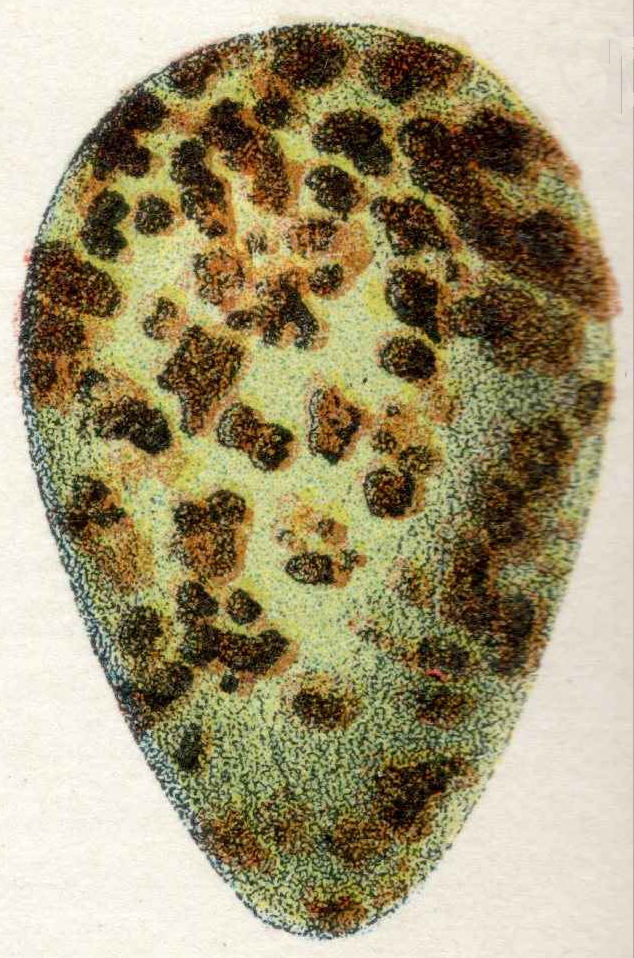
Рисунок яйця

Гніздо облаштовують на відносно сухому місці під прикриттям куща, пучка трави або каменю: на острівці посеред болота, на кам'янистій ділянці тундри, в лісі — на ягелі з кущиками водянки. Нерідко гніздиться на згарищах. Саме гніздо виглядає як невелике заглиблення в моху або м'якому ґрунті, вистелене листочками карликової берези, сухими стеблами багна й іншим рослинним матеріалом. Відкладання яєць у травні — червні. Повна кладка містить 4 яйця зеленуватого, жовто-оливкового або бурого кольору з великими бурими і коричневими плямами. Тривалість насиджування становить близько 22-25 діб. Перший час обидва батьки сидять на гнізді по черзі, проте через декілька днів самиця остаточно залишає гніздо і віддаляється, в той час як на самця лягають подальші клопоти з виведення і вихованню нащадків. Після появи на світ пташенят виводок з батьком пересувається ближче до водоймища і тримається на ньому до часу набуття вміння літати, після чого розпадається. Самиці в той же час згуртовуються в одностатеві зграйки і кочують, перш ніж відлетіти на місця зимівлі.

## Живлення
Живиться різноманітними безхребетними: комахами (водяними жуками, клопами, личинками мух, волохокрильцями), рачками, молюсками, черв'яками, дрібною рибою і пуголовками. Здобуває поживу на мулистих мілководних берегах, збирає корм із дна або в товщі води, заходячи в неї по саме черево і занурюючи дзьоб, а іноді і всю голову під воду. Під час сильного вітру облаштовується на березі з навітряного боку і збирає здобрив у набігаючих хвилях. За потреби непогано плаває, у разі небезпеки пірнає.

## Охорона
Коловодник чорний знаходиться під охороною відповідно до Угоди про збереження афро-євразійських мігруючих водно-болотних птахів (AEWA).